# Large Millimeter Telescope
Large Millimeter Telescope (LMT) — крупнейший в мире телескоп с одной апертурой в своём диапазоне частот, предназначенный для наблюдения радиоволн в диапазоне длин волн примерно от 0,85 до 4 мм. Телескоп имеет активную поверхность диаметром 50 метров (160 футов) и площадь сбора 1960 квадратных метров (21 100 квадратных футов). Аппарат расположен на высоте 4850 метров на вершине Серра-Негра, пятой по высоте вершины Мексики, находящейся рядом с потухшим вулканом Орисаба, внутри Национального парка Пико-де-Орисаба в штате Пуэбла. Это — межнациональный мексиканско (70 %) — американский (30 %) проект Национального института астрофизики, оптики и электроники (INAOE) и Университета Массачусетса Амхерста. Наблюдения на миллиметровой длине волны с использованием LMT позволят астрономам увидеть области, которые скрыты пылью в межзвёздной среде, тем самым расширяя представление ученых о звездообразовании. Телескоп также приспособлен для наблюдения планетезималей солнечной системы, планет и внесолнечных протопланетных дисков, которые относительно холодны и испускают большую часть своего излучения на миллиметровых длинах волн.
Телескоп позволяет изучать термически холодные объекты, большинство из которых связаны с большим количеством космической пыли и/или молекулярного облака. Среди объектов, представляющих интерес: кометы, планеты, протопланетные диски, эволюционировавшие звёзды, области звездообразования и галактики, молекулярные облака, активные ядра галактик (AGN), галактики с высоким красным смещением, скопления галактик и космический микроволновый фон.
LMT представляет собой изогнутую систему Кассегрена с отражающей первичной поверхностью диаметром 50 м (M1), образованной 180 сегментами, которые распределены в пяти концентрических кольцах. Количество сегментов в кольцах, от центра тарелки до внешней области: 12, 24 и 48 в трёх крайних кольцах. Каждый сегмент соединён с конструкцией телескопа с помощью четырёх исполнительных устройств, что позволяет иметь активную отражающую первичную поверхность. Кроме того, каждый сегмент образован восемью гальваническими никелевыми подпанелями. Отражающая вторичная поверхность (М2) имеет диаметр 2,6 м, также состоит из девяти никелевых подпанелей и крепится к телескопу с помощью шести активных ног, которые обеспечивают точную фокусировку, боковые смещения и наклоны. Гексапод крепится к телескопу с помощью металлического тетрапода. Наконец, отражающая третичная поверхность (М3) почти плоская, эллиптическая с большой осью 1,6 м.

## История
INAOE и UMass подписали соглашение о разработке проекта Large Millimeter Telescope 17 ноября 1994 года, но строительство телескопа началось только в 1998 году. Первые наблюдения были сделаны в июне 2011 года при 1,1 и 3 мм с использованием камеры Aztec и поискового приемника красного смещения (RSR) соответственно.

## Оборудование
Набор приборов LMT состоит из гетеродинных приемников и широкополосных непрерывных камер, некоторые из которых все ещё находятся в стадии разработки.

### TolTEC
TolTEC — это трехдиапазонный поляриметр для визуализации, который прошел лабораторные испытания, и планируется, что его установка и введение в эксплуатацию на LMT осенью 2021 года. После установки TolTEC будет отображать небо в трех диапазонах (1,1, 1,4 и 2,1 миллиметра) одновременно, используя 7000 чувствительных к поляризации детекторов кинетической индуктивности (KIDS). Каждое наблюдение TolTEC будет создавать девять независимых изображений: измерение общей интенсивности (I) и двух параметров Стокса (Q и u) во всех трех диапазонах. Из-за почти повсеместного присутствия пыли в нашей Вселенной научный охват TolTEC включает космологию, физику скоплений, эволюцию галактик и звездообразование на протяжении истории Вселенной, взаимосвязь между процессом звездообразования и молекулярными облаками, малыми телами солнечной системы и многое другое. Проект Toltec финансируется Национальным научным фондом (NSF).

### Гетеродинные приемники

#### СЕКВОЙЯ
SEQUOIA работает в диапазоне 85-116 ГГц, используя криогенную матрицу фокальной плоскости из 32 пикселей, расположенную в двухполяризованных решетках 4 × 4, питаемых квадратными рупорами, разделенными 2 * f * λ. Массивы охлаждаются до 18 К и используют малошумящие предусилители монолитной микроволновой интегральной схемы (MMIC) на основе фосфида индия (InP), разработанные в UMass для обеспечения характерного шума приемника 55 К в диапазоне 85-107 ГГц, увеличивающегося до 90 К на частоте 116 ГГц.